# Клермонт (Айова)
Клермонт (англ. Clermont) — місто (англ. city) в США, в окрузі Фаєтт штату Айова. Населення — 586 осіб (2020).

## Географія
Клермонт розташований за координатами 43°0′1″ пн. ш. 91°39′8″ зх. д. / 43.00028° пн. ш. 91.65222° зх. д. (43.000163, -91.652311).  За даними Бюро перепису населення США в 2010 році місто мало площу 3,18 км², уся площа — суходіл.

## Демографія
Згідно з переписом 2010 року, у місті мешкали 632 особи в 276 домогосподарствах у складі 184 родин. Густота населення становила 199 осіб/км².  Було 310 помешкань (97/км²).
Расовий склад населення:
| - 98,3 % — білих - 1,1 % — азіатів |

До двох чи більше рас належало 0,3 %. Частка іспаномовних становила 1,4 % від усіх жителів.
За віковим діапазоном населення розподілялося таким чином: 22,0 % — особи молодші 18 років, 56,5 % — особи у віці 18—64 років, 21,5 % — особи у віці 65 років та старші. Медіана віку мешканця становила 45,8 року. На 100 осіб жіночої статі у місті припадало 90,4 чоловіків;  на 100 жінок у віці від 18 років та старших — 92,6 чоловіків також старших 18 років.
Середній дохід на одне домашнє господарство  становив 57 067 доларів США (медіана — 42 813), а середній дохід на одну сім'ю — 71 651 долар (медіана — 72 292). Медіана доходів становила 41 750 доларів для чоловіків та 38 542 долари для жінок. За межею бідності перебувало 11,0 % осіб, у тому числі 15,2 % дітей у віці до 18 років та 10,2 % осіб у віці 65 років та старших.
Цивільне працевлаштоване населення становило 340 осіб. Основні галузі зайнятості: освіта, охорона здоров'я та соціальна допомога — 23,8 %, роздрібна торгівля — 14,7 %, виробництво — 9,7 %, транспорт — 7,9 %.